# Литвинцев, Геннадий Михайлович
Литвинцев Геннадий Михайлович (род. 1946, Китай) —  литератор, направления творчества: поэзия, проза, публицистика, литературоведение.

## Биография
Родился в 1946 году в Китае в семье русских эмигрантов. В 1954 году вместе с родителями выехал на жительство в Советский Союз. Окончил исторический факультет Уральского госуниверситета в Свердловске. Журналистом представлял газеты «Известия» и «Советская культура» в республиках Прибалтики, до 1993 года жил в Вильнюсе.  Пятнадцать лет представлял «Российскую газету» в Воронеже (1994-2009). В настоящее время пишет художественную прозу, публицистику, литературную критику. Публикуется в журналах, интернет-изданиях, коллективных сборниках. Издал сборник стихов («Часы, которых нет на циферблате»), четыре книги художественной прозы («Проза. Новые образцы», «Неровное дыхание», «На обратной стороне Земли», «Шесть дней месяца Авив»). Победитель литературного конкурса Довлатовского фестиваля искусств (2015), лауреат Бажовской литературной премии (2018), других литературных конкурсов. Член Союза писателей России. 

### Публикации
- Рассказы. Журнал «Свиток» (Германия), 2010, №8
- «За пределами Глобалистана». Журнал «Подъём» (Воронеж), 2011, №3
- «Русская Атлантида». Журнал «Москва», 2011, №2[1]
- «Pre-party. Сцены из „Фауста“». Журнал Международной федерации русскоязычных писателей, 2011, сентябрь
- «Поминки по персонажу». Журнал «Москва», 2011, №8
- «Диван имама». Переводы стихов с персидского. Журнал «Современный Иран», 2012, апрель
- Три рассказа. Журнал «Молоко», 2012.
- Рассказы. Журнал «Подъём», 2013, №6
- Свобода и кинжал. Литературное расследование одного «идейного» убийства. Журнал «Молоко», 2013
- Повесть «Сон ласточки». Журнал «Подъём», 2015
- Повесть «Молодым не ходи в Гуандун. Записки о бедствиях войны, написанные Ли Вэньхуа, конфуцианцем». Журнал «Подъём», 2017
- «На обратной стороне Земли. Повествование в эпизодах». Журнал «Байкал». 2020[2]
- Повесть «Шесть дней месяца Авив». Журнал «Новая литература», 2021[3]
- Повесть «Мажорик». Журнал «Подъём», 2022.
- Цикл стихов «Оглашение».  Журнал «Новая литература», 2022[4]
- Повесть «Алмея». Журнал «Камертон», 2023.

### Рецензии
- Из Воронежа в Гуандун ‑ и обратно[5]
- Неровное дыхание Геннадия Литвинцева[6]